# Miquel Olmo Forte
Miquel Olmo Forte (Terrassa, 20 de gener de 1966), és un entrenador de futbol català. Va ser entrenador del Centre d'Esports Sabadell Futbol Club. És pare del jugador del FC Barcelona Dani Olmo.

## Trajectòria esportiva
La seva carrera comença com a entrenador del CD Montcada, en la Regional Preferent de Catalunya. La temporada 2003/2004 es converteix en entrenador de la Unió Esportiva Vilassar de Mar. També entrenaria el CD Can Parellada, fins a arribar a Segona B la temporada 2005/2006 per entrenar el Figueres. La temporada 2008/2009 esdevingué entrenador del Girona Futbol Club, substituint Javier Salamero que era responsable de la direcció tècnica del club i que s'havia fet càrrec de l'equip després de la destitució de Raül Agné. Miquel va dirigir els últims tres partits al final de temporada i va ser l'encarregat d'assegurar la permanència. L'any 2009 arribà al Terrassa Futbol Club, on seria entrenador i director esportiu fins a l'abril de 2012. Va arribar a l'entitat egarenca el 2009 per substituir José Luis García, però no va poder evitar el descens a Tercera Divisió. En les següents dues temporades amb el club a la Tercera Divisió va fer dues temporades discretes fins que al final de la temporada 2011/12 decidí no continuar en el club de la seva ciutat natal.
El juliol de 2013, es convertí en el segon entrenador del CE Sabadell com a ajudant de Javier Salamero. Però al novembre de 2013, després del cessament de Javier Salamero i la dimissió de Xavi Roca, esdevingué tècnic interí del Sabadell.